# マリー・ファン・オラニエ＝ナッサウ
マリー・ファン・オラニエ＝ナッサウ（オランダ語: Marie van Oranje-Nassau, 1841年7月5日 - 1910年6月22日）は、オランダの王族。オランダ王子フレデリックの次女で、ヴィート侯ヴィルヘルム・アドルフの妃となった。
ドイツ語名はマリー・フォン・オラーニエン＝ナッサウ（Marie von Oranien-Nassau）。

## 生涯
1841年7月5日、マリーはフレデリックとその妃でプロイセン王フリードリヒ・ヴィルヘルム3世の娘であるルイーゼの間に第4子として南ホラント州ヴァッセナールのHuize De Paauwで生まれた。全名はウィルヘルミナ・フレデリカ・アナ・エリサベト・マリー（Wilhelmina Frederika Anna Elisabeth Marie）。
マリーは聴覚障害者であり、姉のルイーゼと同様に美貌の持ち主というわけでもなかった。両親はウェールズ公アルバート・エドワード（後のイギリス王エドワード7世）との縁談を進めたが、これに最初乗り気だったイギリス女王ヴィクトリアも彼女の顔を見て破談にするほどだった。
結局マリーは1871年7月18日、30歳の時にヴァッセナールでヴィート侯ヴィルヘルム・アドルフと結婚した。その後マリーは夫の旧領であるノイヴィート（現ラインラント＝プファルツ州ノイヴィート郡）で暮らした。また、ヴァッセナールのHuize De Paauwを父の死去により相続している。
1910年6月22日、マリーはノイヴィートで死去した。

## 子女
夫のヴィルヘルム・アドルフとの間には、以下の4男2女をもうけた。
- ヴィルヘルム・フリードリヒ・ヘルマン・オットー・カール （1872年 - 1945年） - ヴィート侯
- ヴィルヘルム・アレクサンダー・フリードリヒ・カール・ヘルマン （1874年 - 1877年）
- ヴィルヘルム・フリードリヒ・ヘルマン （1876年 - 1946年） - アルバニア公
- ヴィルヘルム・フリードリヒ・アドルフ・ヘルマン・ヴィクトル （1877年 - 1946年）
- ヴィルヘルミーネ・フリーデリケ・アウグステ・アレクサンドリーネ・マリー・エリーザベト・ルイーゼ （1880年 - 1965年）
- エリーザベト （1883年 - 1938年）

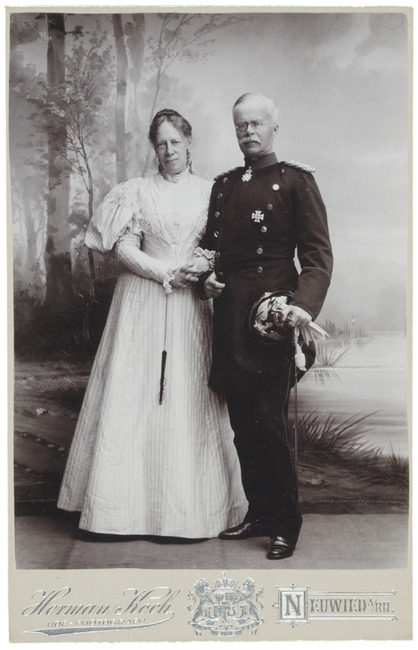
マリーとその夫ヴィート侯ヴィルヘルム・アドルフ（1896年）
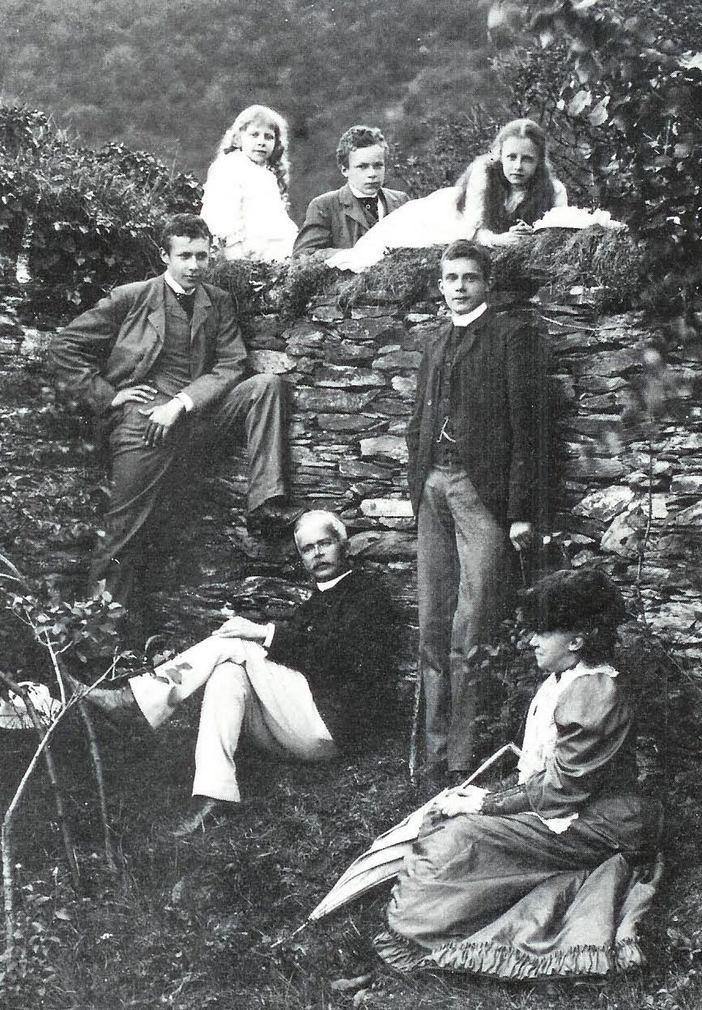
ヴィート侯一家